# Lac Murphy
Pour les articles homonymes, voir Murphy.
Le lac Murphy (en anglais : Murphy Lake) est un lac américain dans le comté de Grand, dans le Colorado. Il est situé à 3 422 mètres d'altitude au sein du parc national de Rocky Mountain.